# Hans Morgenthau
Hans Joachim Morgenthau (17 tháng 2 năm 1904 – 19 tháng 7 năm 1980) là một trong những nhân vật hàng đầu trong thế kỷ 20 về nghiên cứu chính trị quốc tế. Ông có những đóng góp quan trọng cho lý thuyết quan hệ quốc tế và việc nghiên cứu luật quốc tế, cũng như bộ sách Politics Among Nations, xuất bản đầu tiên 1948, được tái ấn bản 4 lần trong khi ông còn sống.
Morgenthau cũng viết về chính trị quốc tế và chính sách đối ngoại của Mỹ cho những báo chí như The New Leader, Commentary, Worldview, The New York Review of Books, và The New Republic. Ông ta biết và thường liên tạc với những trí thức và tác giả hàng đầu của thời đại như Reinhold Niebuhr, George F. Kennan, và Hannah Arendt. Trong lúc ban đầu thời kỳ chiến tranh lạnh, Morgenthau làm cố vấn cho bộ ngoại giao Hoa Kỳ, khi Kennan đứng đầu nhóm hoạch định chính sách, và lần thứ hai dưới thời tổng thống Kennedy và tổng thống Johnson cho tới khi ông bị sa,khi ông bắt đầu chỉ trích công khai chính sách của Hoa Kỳ trong cuộc chiến tranh Việt Nam. Trong hầu hết sự nghiệp của ông, tuy nhiên, Morgenthau được quý trọng như là một nhà diễn giải có tính cách hàn lâm về chính sách đối ngoại của Hoa Kỳ

## Giáo dục, sự nghiệp và đời tư
Morgenthau sinh ra trong một gia đình người Do thái ở Coburg, Đế quốc Đức 1904, sau đó ông học ở đại học Berlin, Frankfurt, Munich, và nghiên cứu ở Graduate Institute of International and Development Studies tại Geneva, Thụy Sĩ. Ông đã dạy và làm trong nghề luật ở Frankfurt trước khi di dân sang Hoa Kỳ 1937, sau nhiều năm tị nạn ở Thụy Sĩ và Tây Ban Nha. Morgenthau đã dạy ở Kansas City 1939–1943. Sau đó Morgenthau chuyển về dạy ở University of Chicago cho tới 1973, khi ông dọn về New York và làm giáo sư tại City University of New York (CUNY).
Khi dọn tới New York, Morgenthau đã ly thân với vợ ông, mà ở lại Chicago một phần vì lý do sức khỏe. Theo tường thuật thì ông đã hai lần muốn lập một gia đình mới, trong khi ở New York, một lần với triết gia chính trị Hannah Arendt mà có ghi trong hồi ký viết về bà, và lần thứ hai với Ethel Person (chết năm 2012), một giáo sư Y khoa tại Columbia University (bà có ghi lại điều này trong bài diễn văn kỷ niệm một trăm năm Morgenthau 2004).
Ngày 8 tháng 10 năm 1979, Morgenthau là một trong những hành khách của chuyến bay Swissair Flight 316, mà đã bị tai nạn trong khi định đáp xuống Athens-Ellinikon International Airport, trong tuyến đường ông định đi Bombay và Peking.
Morgenthau chết vì bị lở bao tử sau một thời gian ngắn ở bệnh viện Lenox Hill ở New York ngày 19 tháng 7 năm 1980.

## Morgenthau trong những năm ở Mỹ và chủ nghĩa hiện thực chính trị
Hans Morgenthau được xem là một trong những "cha đẻ" của trường phái chủ nghĩa hiện thực (quan hệ quốc tế) trong thế kỷ 20. Trường phái này xem các quốc gia là chủ thể chính trong các quan hệ quốc tế và vấn đề chính của ngành này là nghiên cứu về quyền lực trong quan hệ quốc tế. Morgenthau nhấn mạnh sự quan trọng của "lợi ích quốc gia", và trong bộ sách Politics Among Nations ông đã viết " biển chỉ đường chính mà giúp đỡ ngành chủ nghĩa hiện thực chính trị tìm ra con đường đi trong "khu vườn" chính trị quốc tế là khái niệm lợi ích được định nghĩa trong quyền lực." Morgenthau thỉnh thoảng được nhắc tới như là một nhà lý thuyết chủ nghĩa hiện thực cổ điển hay cấp tiến để mà phân biệt với trường phái tân cổ điển hay chủ nghĩa hiện thực cấu trúc như của Kenneth Waltz.

### Chủ nghĩa hiện thực vàPolitics Among Nations(1948)
Những đánh giá hàn lâm của Morgenthau cho thấy quỹ đạo trí tuệ của ông thì phức tạp hơn là người ta ban đầu nghĩ. Chủ nghĩa hiện thực của ông ngấm với những cân nhắc đạo đức, và trong phần cuối của cuộc đời ông, ông ủng hộ kiểm soát vũ khí nguyên tử siêu quốc gia và phản đối mạnh mẽ việc can thiệp của Hoa Kỳ vào chiến tranh Việt Nam. Cuốn sách Scientific Man versus Power Politics (1946) bàn cãi chống lại việc tin cậy quá mức về khoa học và kỹ thuật là lời giải cho các vấn đề chính trị và xã hội.
Trong ấn bản thứ hai của Politics Among Nations, Morgenthau thêm vào một phần trong chương mở đầu gọi "Six Principles of Political Realism".
Các nguyên tắc đó là:
1. Chủ nghĩa hiện thực chính trị tin tưởng rằng chính trị, cũng như xã hội nói chung, được chi phối bởi các luật lệ mà có nguồn gốc trong bản tính tự nhiên của con người.[15][16]
2. Biển dẫn đường chính của chủ nghĩa hiện thực chính trị là khái niệm quyền lợi được định nghĩa như quyền lực, mà trộn lẫn với trật tự duy lý về các vấn đề liên quan đến chính trị, và như vậy đưa tới sự hiểu biết lý thuyết của chính trị. Chủ nghĩa hiện thực chính trị tránh dính líu tới những thúc đẩy và ý thức hệ của chính khách. Chủ nghĩa hiện thực chính trị tránh diễn nghĩa lại sự thật để thích hợp với chính sách. Một chính sách ngoại giao tốt giảm tối đa những nguy cơ và tăng tối đa những lợi ích.
3. Chủ nghĩa hiện thực công nhận rằng lợi ích, mà có thể xác định được, khác nhau tùy theo khung cảnh chính trị và văn hóa của chính sách đối ngoại đó, đừng nên lầm lẫn với lý thuyết của chính trị quốc tế.
4. Chủ nghĩa hiện thực chính trị hiểu được sự quan trọng về đạo đức của hành động chính trị. Nó cũng hiểu được sự căng thẳng giữa sự kiềm chế về đạo đức và những đòi hỏi của một hành động chính trị thành công. Chủ nghĩa hiện thực xác nhận rằng những nguyên tắc đạo đức có giá trị chung phải được lọc qua tình huống cụ thể của thời điểm và nơi chốn, bởi vì nó không thể áp dụng cho hành động các quốc gia trong một công thức tổng quát trừu tượng.[17]
5. Chủ nghĩa hiện thực chính trị từ chối nhận diện những nguyện vọng đạo đức của một dân tộc nhất định với những luật lệ đạo đức có ảnh hưởng toàn cầu.[18]
6. Lý thuyết gia hiện thực chính trị duy trì sự tự trị của phạm vi chính trị; chính khách hỏi "Chính sách này ảnh hưởng thế nào vào quyền lực và lợi ích một quốc gia?" Chủ nghĩa hiện thực chính trị đặt căn bản trên một quan điểm đa phương của bản chất con người. Lý thuyết gia hiện thực chính trị phải cho thấy sự khác biệt của ích lợi quốc gia với quan điểm đạo đức và tự do.

### Bất đồng về chiến tranh Việt Nam
Morgenthau ủng hộ mạnh mẽ chính quyền Roosevelt và Truman. Khi Eisenhower vào tòa nhà trắng, Morgenthau đã quay sang viết bài trên các tạp chí và báo chí nói chung. Khi Kennedy 'đắc cử tổng thống 1960, ông đã trở thành cố vấn cho chính quyền Kennedy. Khi Johnson lên nắm quyền, Morgenthau đã bày tỏ mạnh mẽ bất đồng chính kiến của mình về việc Hoa Kỳ tham dự vào chiến tranh Việt Nam, vì vậy ông đã bị sa thải ra khỏi chức vụ cố vấn vào năm 1965. Cuộc tranh luận này với Morgenthau đã được đề cập trong những cuốn sách về các cố vấn chính sách McGeorge Bundy và Walt Rostow. Sự bất đồng của Morgenthau về việc Hoa Kỳ tham dự vào chiến tranh Việt Nam đã gây tới nhiều chú ý trong giới truyền thông và trong quần chúng.
Bên cạnh cuốn sách Politics Among Nations, Morgenthau tiếp tục sự nghiệp viết lách và đã cho xuất bản một bô sưu tập các bài viết của mình gồm 3 cuốn 1962. Cuốn một có tựa The Decline of Democratic Politics, cuốn thứ hai The Impasse of American Politics, cuốn thứ ba The Restoration of American Politics. Ngoài sở thích và khả năng viết về quan hệ chính trị trong thời đại mình, Morgenthau cũng viết về triết lý của lý thuyết dân chủ khi phải đối diện với các tình trạng khủng hoảng hay căng thẳng.

## Chỉ trích và cảm nhận

### Những năm ở Âu Châu
Cuối thập niên 1920, bài phê bình của Carl Schmitt, giáo sư luật ở đại học Berlin và luật gia hàng đầu của Đức Quốc xã, về cuốn sách "The International Administration of Justice, Its Essence and Its Limits", mà cũng là bài luận Morgenthau viết để lấy bằng tiến sĩ đã có một ảnh hưởng lâu dài và không tốt đối với ông. Sau đó ông sang Geneva viết bài để lấy bằng dạy đại học dưới sự hướng dẫn của giáo sư luật Hans Kelsen, sự đối xử của Kelsen về bài viết của Morgenthau "The Reality of Norms and in Particular the Norms of International Law: Foundations of a Theory of Norms" đã gây nhiều ấn tượng tốt kéo dài suốt đời Morgenthau. Kelsen đã được tiếng là một người chỉ trích quốc tế hàng đầu phong trào Quốc xã đang nổi dậy ở Đức, mà cũng cùng quan điểm với Morgenthau về chủ nghĩa Quốc xã. Kelsen và Morgenthau trở thành bạn đồng nghiệp ngay cả sau khi cả hai di dân từ Âu Châu sang làm việc ở Hoa Kỳ.